# Електроокулографија
Електроокулографија (ЕОГ) једна је од метода која се у офталмологији примењује за снимање очних покрета. Заснива се на мерењу корнеелно-ретиналног потенцијала који постоји између предњег и задњег дела људског ока.
У медицини, електроокулографија се користи за проучавању патолошких стања нпр. код особа са нистагмусом, где се током дијагностике неке болсети тежи да се она што боље разуме како би се у реалном времену могла адекватно и лечити.

## Историја
Покрети очију почели су да се мере почетком 20. века. До краја 19. века покрети очију мерени су од стране испитивача који је седео у непосредној близини испитаника са једне његове стране и посматрао покрете очију испитаника. 
Оптички метод који је користио систем малог огледала причвршћеног на беоњачу, коришћен је нешто касније како би се прецизније пратили покрети очију. Међутим ово је била веома некомфорна метода за испитаника па је убрзо одбачена. 
Метод директног фотографисања као једна од савременијих метода врло мало је коришћен, због тога што је процена поступка јако сложен и одузима пуно времена. Она је данас замењен компјутерским анализама видео слика.
Револуција у овој области настала је 1922. године, када је за мерење очног нистагмуса уведена метода одређивање разлике потенцијала између корнее и ретине, позната као корнео-ретинални потенцијала. Ова техника, названа је електронистагмографија (ЕНГ), први пут је представљена као дијагностичка метода у неурологији и оториноларингологије 1930. године од стране П. Јунга и његових сарадника. Метода је још увек једна од најраспрострањенијих техника за мерење покрета очију и поред тога што су после 1950 -те развијене и друге технологије као што су:
- Инфрацрвено огледало
- Окулографија
- Фотоелектрична методе
- Магнетно-склерална техника,
- Видеоокулографија

Све ове технике су и данас у редовној употреби како у офталмологији тако и у отологији.

## Начин извођења ЕОГ
Начин извођења електоокулографије заснива се на технички принципима електроенцефалографије (ЕЕГ) и електронистагмографије (ЕНГ) који су базирани на чињеници да се око понаша као електрични дипол између позитивног потенцијала рожњаче и негативног потенцијала ретине одржаног путем активног транспорта јона у оквиру свог пигментног слоја.
Ова корнео-ретинална разлика потенцијала је у распону између 0,4 и 1,0 mV и оријентисана је дуж линије вида (електрична оса) тако да се креће са покретом ока. У односу на удаљену локацију, електода на кожи лица постављена у близини ока постаје позитивнија када око ротира према њој, а мање позитивна када ротира у супротном смеру.
Хоризонтално мерење
За мерење бинокуларног хоризонталног ЕОГ-а и ЕНГ-а, користе се две сребро-сребро хлорид електроде залепљена за спољашњи кантус очију, а за монокуларно хоризонтално мерење залепљене су на спољашњи и унутрашњи кантус оба ока. 
Вертикално мерење
За вертикално мерење електроде су залепљену испод и изнад једног ока. 
Корнеа-ретинални потенцијал између наведених електроде, директно зависи од положаја ока, и може бити измерена помоћу појачавача разлике. Потенцијал је пропорционалан синусу угла између електричне осе тренутне позиције ока и примарног положаја ока. Оне показујући линеарни однос за углове до 30° у износу од 15 до 20 mV по углу ротације ока.
Током мировања очију електроде су истог потенцијала и при мерењу нема промене напона. Код ротирање ока надесно ствара се разлике у потенцијалу, и електрода која је постављена у правцу кретања ока (десни кантус) постаје позитивнија у односу на другу електроду, и обрнуто када око ротира у леву страну.

## Добре и лоше стране ЕОГ
Добре стране
Добре стране примене електроокулографије су:
- лако, неинвазивно постављање површинских електрода,
- без непријатности је за испитаника
- не ограничава видно поље испитаника.
- може да се користи и кад испитаник носи наочаре,
- примењљивост код деце, и слабо кооперативних особа.
- мерење је могуће урадити са затвореним очима, или током слободних покрета главом,
- дозвољава прецизна мерења у великом опсегу хоризонталних покрета (± 40°), у резолуцији око 1-2°.
- ниски трошкови испитивања (електроде, гел).
- најпрактичнији клинички метод снимања покрета очију.

Лоше стране
Лоше стране примене електроокулографије су:
- амплитуда корнеа-ретиналног потенцијала мења се са количином светла у просторији, тако да се осветљење мора одржати константним колико је то могуће.
- померање осе сваког ока може довести до појаве лажног сигнала раздвојеног кретања очију, при монокуларном мерењу хоризонталних покрета, латерално (бочно) као што је нистагмус.
- вергенце угла не може бити тачно одређена
- може да показује различите брзине абдукцијских сакада (које су спорије) од аддукцијских сакада , што се код других метода не дешава, заправо абдукцијске сакаде су брже.
- непоузданост мерења вертикалних покрета, па таква мерења захтевају специјалне конфигурације за квантитативне анализе.